# Kilómetro 26
Kilómetro 26 är en ort i Mexiko.   Den ligger i kommunen El Fuerte och delstaten Sinaloa, i den västra delen av landet, 1 200 km nordväst om huvudstaden Mexico City. Kilómetro 26 ligger 33 meter över havet och antalet invånare är 842.
Terrängen runt Kilómetro 26 är platt. Runt Kilómetro 26 är det ganska tätbefolkat, med 83 invånare per kvadratkilometer. Närmaste större samhälle är Juan Jose Rios, 14,3 km söder om Kilómetro 26. Trakten runt Kilómetro 26 består till största delen av jordbruksmark.